# Ahmad Nourollahi
Ahmad Nourollahi (en persa: احمد نوراللهی‎; Azadshahr, Golestán, 1 de febrero de 1993) es un futbolista iraní. Juega de centrocampista y su equipo es el Kalba F. C. de la UAE Pro League.

## Selección nacional

### Participaciones en Copas del Mundo
| Copa              | Sede  | Resultado      | Partidos | Goles |
| ----------------- | ----- | -------------- | -------- | ----- |
| Copa Mundial 2022 | Catar | Fase de grupos | 3        | 0     |

### Goles internacionales
| #  | Fecha                   | Sede                                          | Oponente | Gol | Resultado | Competición                                |
| -- | ----------------------- | --------------------------------------------- | -------- | --- | --------- | ------------------------------------------ |
| 1  | 10 de octubre de 2019   | Estadio Azadi, Teherán, Irán                  | Camboya  | 1–0 | 14–0      | Clasificación para la Copa Mundial de 2022 |
| 2  | 14 de noviembre de 2019 | Estadio Internacional de Amán, Amán, Jordania | Irak     | 1–1 | 1–2       | Clasificación para la Copa Mundial de 2022 |
| 3. | 11 de noviembre de 2021 | Estadio Municipal de Sidón, Sidón, Líbano     | Líbano   | 2–1 | 2–1       | Clasificación para la Copa Mundial de 2022 |

## Palmarés

### Títulos nacionales
| Título                                     | Club                 | País | Año  |
| ------------------------------------------ | -------------------- | ---- | ---- |
| Supercopa de Irán                          | Persépolis F. C.     | Irán | 2017 |
| Iran Pro League                            | Persépolis F. C.     | Irán | 2018 |
| Supercopa de Irán                          | Persépolis F. C.     | Irán | 2018 |
| Iran Pro League                            | Persépolis F. C.     | Irán | 2019 |
| Copa Hazfi                                 | Persépolis F. C.     | Irán | 2019 |
| Supercopa de Irán                          | Persépolis F. C.     | Irán | 2019 |
| Iran Pro League                            | Persépolis F. C.     | Irán | 2020 |
| Supercopa de Irán                          | Persépolis F. C.     | Irán | 2020 |
| Iran Pro League                            | Persépolis F. C.     | Irán | 2021 |
| UAE Pro League                             | Shabab Al-Ahli Dubai | EAU  | 2023 |
| Copa de Liga de los Emiratos Árabes Unidos | Al-Wahda F. C.       | EAU  | 2024 |